# 宋鹤庚
宋鹤庚（1883年—1952年1月）中华民国政治人物，湖南湘乡人。1917年参加护法战争。1923年随谭延闿投孙中山，任湖南讨贼军湘军第壹军军长兼前敌总指挥、建国军北伐军中央总指挥等职。1925年辞职，脱离军界。1929年任湖南省府委员兼建设厅厅长后辞职回乡，闲居上海、长沙、湘乡。1949年与侄子组织湘乡县花桥警察队，投奔中共地下武装姜亚勋部。1950年镇反时居于上海，被上海公安机关逮捕。1952年1月，以反抗革命罪名判处死刑立即执行。1980年代撤销原判。